# Maria Ciulei
Maria Ciulei (n. 1950) este o antrenoare română de handbal care a descoperit și antrenat handbaliste de talie mondială și care, din postura de antrenor principal sau secund, a obținut cu echipele ei nouă titluri naționale și două titluri europene. În 1984, ea a fost nominalizată de Federația Internațională de Handbal printre cei mai buni zece antrenori din Europa. Maria Ciulei a absolvit liceul Nicolae Bălcescu Râmnicu Vâlcea, promoția 1969. Actualmente, ea locuiește în Râmnicu Vâlcea.

## Rezultate ca antrenoare
Maria Ciulei și-a început cariera de antrenoare în 1977, cu CSȘ Făgăraș. De-a lungul anilor a avut rezultate notabile cu echipele antrenate la diferite categorii de vârstă:
- 2014: Campioană națională cu HCM Török, România (fete cu vârsta de 8-12 ani)
- 2011: Campioană națională cu AS 181 SSP București (fete cu vârsta de 16-17 ani), vicecampioană națională cu AS 181 SSP București (fete cu vârsta de 14-15 ani)
- 2009: Vicecampioană națională cu HC Oltenia (fete cu vârsta de 12-13 ani)
- 2002: Vicecampioană națională cu CS Oltchim Râmnicu Vâlcea (fete cu vârsta de 16-17 ani)
- 2000: Campioană națională cu CS Oltchim Râmnicu Vâlcea (fete cu vârsta de 14-15 ani)
- 1998: Campioană națională cu CS Oltchim Râmnicu Vâlcea (fete cu vârsta de 14-15 ani)
- 1997: Vicecampioană națională cu CS Oltchim Râmnicu Vâlcea (fete cu vârsta de 16-17 ani)
- 1996: Locul trei cu CS Oltchim Râmnicu Vâlcea (fete cu vârsta de 14-15 ani)
- 1995: Campioană națională cu CS Oltchim Râmnicu Vâlcea (fete cu vârsta de 18-19 ani)
- 1989: Campioană națională cu CS Oltchim Râmnicu Vâlcea (fete cu vârsta de 18-19 ani)
- 1984: Câștigătoare a Cupei EHF cu CS Oltchim Râmnicu Vâlcea (împreună cu profesorul Constantin Popescu)
- 1984: Câștigătoare a Trofeului Campionilor EHF cu CS Oltchim Râmnicu Vâlcea, Chimistul Râmnicu Vâlcea (împreună cu profesorul Ion Gherhard)
- 1982: Campioană națională cu CSȘ Făgăraș (fete cu vârsta de 16-17 ani)

## Handbaliste descoperite și antrenate
- Mădălina Zamfirescu, Alina Ilie:
  - Componente ale echipei naționale de handbal a României (2017)
- Alina Ilie:
  - Medalie de bronz la Campionatul Mondial de Handbal Feminin pentru Tineret (2016)
- Isabela Roșca, Alina Ilie, Iulia Andrei, Oana Bucă:[3]
  - Medalie de aur la Campionatul Mondial de Handbal Feminin pentru Junioare (2015)
- Cristina Dogaru, Monica Iacob, Florentina Carcadia:
  - Componente ale echipei naționale de tineret și echipei naționale de senioare a României
- Carmen Nițescu:
  - Componentă a echipei naționale de tineret și echipei naționale de senioare a României
  - Campioană mondială de tineret (1995)
  - Vicecampioană europeană cu Győri Audi ETO KC (2004)
- Liliana Topea:
  - Campioană europeană cu TV Lützellinden (1991)
  - De trei ori campioană europeană cu Hypobank Viena (1992–1994), a reprezentat Austria la Jocurile Olimpice de vară din 1992[4]

## Handbaliste antrenate
Conform paginii sale oficiale și a unui interviu acordat de antrenoare presei vâlcene, Maria Ciulei a lucrat cu următoarele handbaliste de talie internațională:
- Cristina Vărzaru,[6] Oana Manea, Roxana Gatzel, Adina Meiroșu, Aurelia Stoica, Steluța Luca